# Aurēlija Šimkus
Aurēlija Šimkus (* 2. November 1997 in Tukums bei Riga) ist eine lettische Pianistin und Komponistin. 2016 wurde sie für ihre zweite Solo-Einspielung B-A-C-H. Ich ruf zu Dir mit dem Echo Klassik in der Rubrik Beste Nachwuchskünstlerin ausgezeichnet.

## Leben und Werk
Aurēlija Šimkus entstammt einer musikalischen Familie: Ihr Vater Gunārs war Artrock-Musiker und gründete in den 1960er Jahren die lettische Rockband Katedrāle, ihre Mutter Iveta arbeitete als Schriftstellerin und Literaturlehrerin. Der 13 Jahre ältere Bruder Vestards Šimkus ist ein ausgebildeter, international renommierter Konzertpianist. Aurēlija Šimkus begann im Alter von vier Jahren mit dem Klavierspiel. Ihr erstes öffentliches Konzert gab sie 2005. Zwei Jahre später gewann sie den Ersten Preis beim Lettischen Wettbewerb für junge Pianisten.
Anlässlich der Feierlichkeiten zum 90. Jahrestag der Unabhängigkeit Lettlands trat die elfjährige Pianistin 2008 gemeinsam mit Andris Nelsons, Gidon Kremer und Elina Garanca auf. Im gleichen Jahr gab sie während des Internationalen Kammermusikfestivals in Kaunas (Litauen) ihr erstes Solokonzert. Seit dieser Zeit tritt sie als Solistin, u. a. gemeinsam mit dem Nationalen Symphonieorchester von Lettland, dem Philharmonischen Orchester Kaunas, dem Warschauer Symphonie-Orchester, den Dortmunder Philharmonikern, dem Philharmonischen Orchester Freiburg, der Deutschen Staatsphilharmonie Rheinland-Pfalz, dem English Chamber Orchestra und dem Staatlichen Akademischen Chor Latvia auf.
Im April 2013 debütierte sie in Deutschland mit einem Solokonzert in Herdecke. Im November 2014 gab sie im Konzerthaus Dortmund mit dem English Chamber Orchestra ihr erstes Orchesterkonzert mit dem 18. Klavierkonzert von Wolfgang Amadeus Mozart. Die Mozart-Gesellschaft Dortmund verlieh ihr ein einjähriges Stipendium, welches ihr die Möglichkeit eröffnete, u. a. mit den Dortmunder Philharmonikern und dem Georgischen Kammerorchester Ingolstadt Mozarts Klavierkonzerte aufzuführen.
Sie wurde zu zahlreichen Musikfestivals und Konzertreihen eingeladen, u. a. zu den Interlaken Classics, dem Next Generation Festival in Bad Ragaz, dem Puplinge Classique, dem Kissinger Sommer, dem Kurt-Weill-Fest, dem Schumannfest Bonn und Meister von Morgen-Konzerten in Herdecke. Darüber hinaus präsentiert sie auf Konzerten auch eigene Kompositionen.
Aurēlija Šimkus perfektionierte ihr Klavierspiel zunächst an der Emīls-Dārziņš-Musikschule in Riga sowie in verschiedenen Meisterkursen, unter anderen bei Pianisten und Klavierlehrern wie Sergejs Osokins, Dominique Merlet, Bernd Goetzke, Pavel Gililov, Peter Jablonski und Ian Fountain. Seit 2017 studiert sie Klavier an der Hochschule für Musik und Tanz Köln bei Claudio Martínez Mehner.

## Solo-Veröffentlichungen
- Scherzo (2013)
- B-A-C-H. Ich ruf’ zu Dir (2016)

## Preise (Auswahl)
- Erster Preis beim Lettischen Wettbewerb für junge Pianisten (2007, 2013)
- Dritter Preis beim Kissinger KlavierOlymp (2013)[7]
- Echo Klassik (2016)